# Omul-lup (film din 2010)
Omul-lup (2010) (denumire originală: The Wolfman) este un film de groază, o refacere a filmului clasic din 1941 cu același nume. Cu toate acestea povestea filmului a fost modificată semnificativ. Premiera mondială a avut loc pe 10 februarie 2010, în Franța. Este regizat de Joe Johnston. În rolurile principale interpretează actorii Benicio del Toro, Anthony Hopkins, Emily Blunt, Hugo Weaving și Geraldine Chaplin. Deși a fost programat inițial pentru premiera în Statele Unite pe 6 noiembrie 2009, filmul a suferit mai multe amânări și în cele din urmă a fost lansat pe 12 februarie 2010.

## Poveste
Larry se întoarce la casa părintească pentru a se împăca cu tatăl său. Aici se îndrăgostește de Gwen, patroana unui magazin de antichități, căreia îi face cadou un frumos baston cu măciulia în formă de cap de lup. Când Larry o salvează pe o prietenă a lui Gwen de un lup, bărbatul este mușcat și devine vârcolac. Larry încearcă să scape de blestem, dar sătenii încep să vâneze bestia care le tulbură nopțile. Unul dintre cei mai înverșunați vânători este chiar tatăl lui Larry.
Pentru a pune capăt masacrului căruia îi cad victime rând pe rând locuitorii din Blackmoor și pentru a o proteja pe Gwen, femeia de care s-a îndrăgostit nebunește, Lawrence Talbot trebuie să distrugă bestia care și-a găsit adăpost în pădurile ce înconjoară satul lui natal, însa în timp ce vânează creatura, bărbatul cu un trecut zbuciumat, marcat de moartea prematură a mamei lui, își va descoperi o latură ascunsă și instinctuală despre care nici măcar nu bănuia că există și va conștientiza faptul ca el însuși a căzut pradă unui destin înspăimântător.
În film, limba romani este confundată într-o scenă cu limba română. Conversația dintre Maleva (interpretată de Geraldine Chaplin) și fiica sa purtată în timp ce aceasta suturează rana de la gâtul lui Lawrence este identificată de subtitrarea filmului ca fiind limba romani (romany) când de fapt limba folosită este română (cu un pic de accent străin). 

## Distribuția

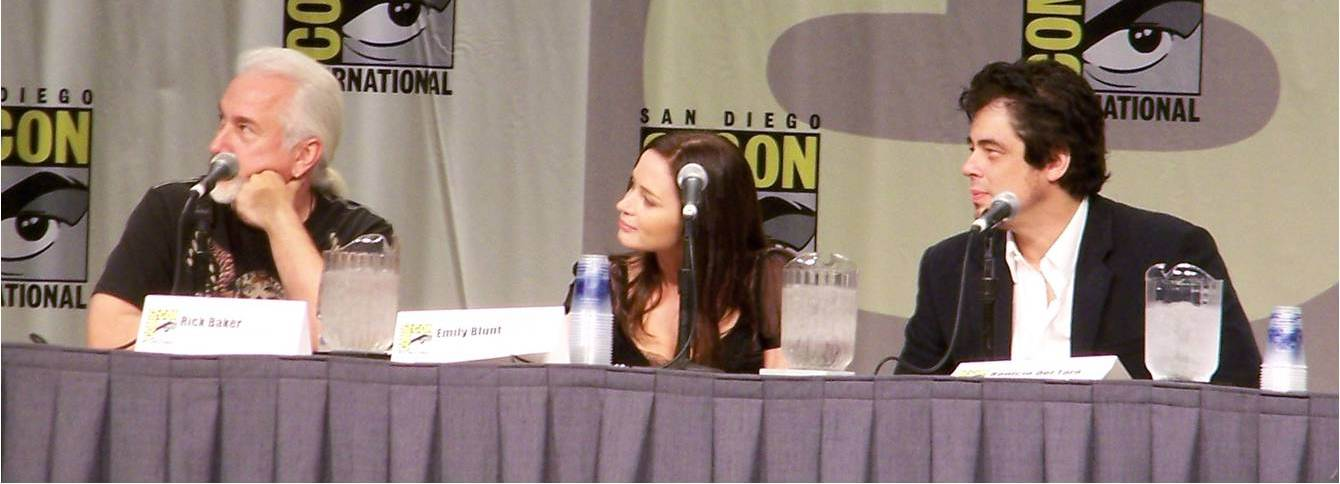
Rick Baker, Emily Blunt și Benicio del Toro promovează filmul la convenția Comic-Con din 2008

- Benicio del Toro este Lawrence Talbot/The Wolfman
- Anthony Hopkins este Sir John Talbot
- Emily Blunt este Gwen Conliffe
- Hugo Weaving este Inspector Francis Aberline
- Art Malik este Singh
- Cristina Contes este Solana Talbot
- Simon Merrells este Ben Talbot
- Malcolm Scates este Butcher
- Nicholas Day este Colonel Montford
- Michael Cronin este Dr. Lloyd
- David Sterne este Kirk
- David Schofield este Constable Nye
- Roger Frost este Reverend Fisk
- Clive Russell este MaCQueen
- Geraldine Chaplin este Maleva
- Mario Marin-Borquez este tânărul Lawrence Talbot
- Asa Butterfield este tânărul Ben Talbot